# Cypholophus nummularis
Cypholophus nummularis är en nässelväxtart som beskrevs av H. Winkl.. Cypholophus nummularis ingår i släktet Cypholophus och familjen nässelväxter. Inga underarter finns listade i Catalogue of Life.